# Họ Cóc chân xẻng
Họ Cóc chân xẻng (danh pháp khoa học: Pelobatidae) là một họ cóc với một chi duy nhất Pelobates, có 4 loài. Cóc chân xẻng sống ở châu Âu, Địa Trung Hải, tây bắc Phi và tây Á. Cóc chân xẻng có trứng phát triển nhanh vì chúng đẻ trứng ở các vùng nước tạm thời và các vũng bùn. Sau khi đẻ 12 trứng thì nòng nọc biến thái ngay trong màng trứng. Thức ăn của cóc chân xẻng là các loài côn trùng.
Cóc chân xẻng có màu vàng nâu hay xám với chiều dài từ 6–8 cm, lưng bằng phẳng với các đốm thẫm màu. Nhiều loài cóc chân xẻng có mùi tỏi rất rõ rệt. Loài động vật này có thể được tìm thấy trong rừng và nhận biết được bằng mắt thường. Đặc điểm nhận ra chính là đồng tử theo chiều dọc của nó giống như của mèo. Cóc chân xẻng có thể trốn dưới đất, gót chân của chúng có lớp vỏ chai sạn, chúng có thể đào được một cái hố trong vài phút. Cũng chính vì điều này mà cóc chân xẻng thường không cư trú ở những nơi đất cứng.

## Hình ảnh

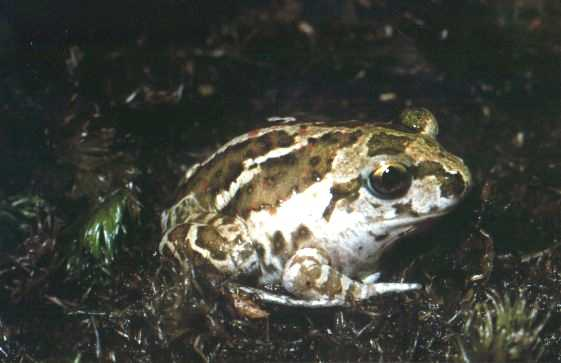
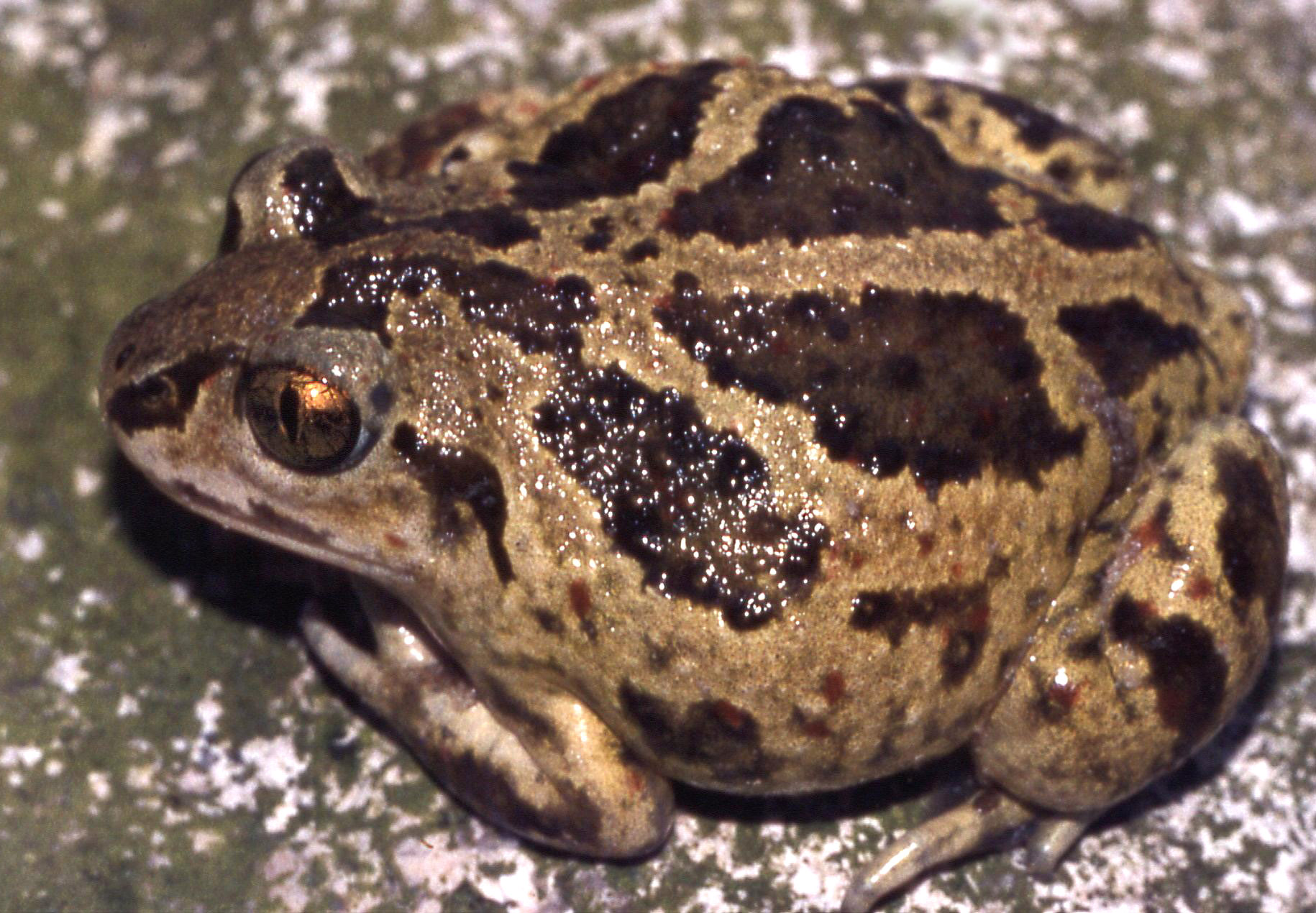
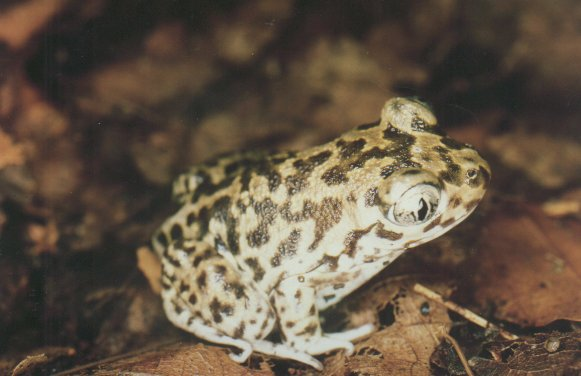
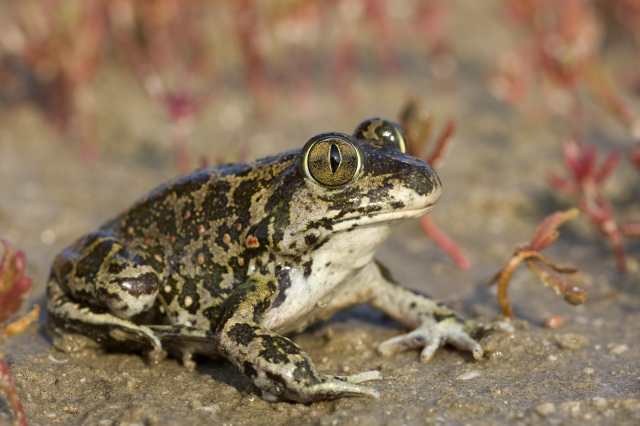